# Bitva u Jankova
Bitva u Jankova (6. března 1645) byla jednou z nejkrvavějších bitev třicetileté války. Během střetu švédských a císařských vojsk došlo k vypálení všech okolních vesnic, jen Jankov vypálen nebyl.
Bitva znamenala zásadní zlom v průběhu třicetileté války. Císařská armáda byla rozprášena a vrchní velitel Melchior Hatzfeld, hrabě z Gleichenu, zajat. Švédský velitel Lennart Torstenson pak táhl se svou armádou na Vídeň, zastavily ho však zprávy o mírovém jednání a v říjnu po neúspěšném obléhání Brna (květen–srpen) opustil české země.

## Průběh
V předvečer boje byla císařská vojska rozestavena do výhodných postavení podél dlouhého zalesněného hřebene. Švédové, skryti v údolí, odvážně v noci obešli císařské levé křídlo. Švédské jednotky útočily překvapivě z údolí proti strategicky důležitému vršku u Broumovic a zahnaly předvoj dragounů. Císařské jezdectvo se rozjelo z lesa přímo proti zalesněnému obsazenému vršku, rozpoutala se prudká palba. Švédové již stačili rozestavit dělostřelectvo a ze všech sil pálili do sevřených dragounských řad. Císařská jízda se nedokázala stáhnout. Byla sevřena v úzké úžlabině mezi dvěma zalesněnými vršky a nemohla ani do stran, ani zpět. Před sebou měla rybník. Hlavní část císařského jezdectva stála tedy uvězněna v úžlabině. Následky švédského ostřelování stísněných a nepohyblivých šiků byly strašlivé a stále se zhoršovaly, protože na vršek u kapličky přibývaly další a další Torstensonovy kanóny a z úžlabiny se tlačili další a další císařští jezdci. Pouze malé části císařské jízdy se podařilo protáhnout se podél rybníka a zaujmout bojové postavení, ostatní zůstali uvězněni v tlačenici, nekrytí před drtivou švédskou palbou. Poté vyrazila švédská jízda do útoku a zahnala protivníky zpět do lesa.
Císařská pěchota a dělostřelectvo byly jako posila rychle stahovány přes les k ohroženému levému křídlu. Než se stačily přesunout, narazily bez varování na švédskou pěchotu, která právě zahájila útok. Zpovzdálí bylo vidět, jak se z pahorkatého lesa napřed vyvalil kouř a hned poté císařská pěchota a jezdectvo (Rytina podle soudobé kresby očitého svědka ukazuje změť mužů těžce běžících se zbraněmi na ramenou a proudy koní s jezdci i bez nich.) Mezi stromy zůstali pouze padlí a zajatí, devět děl a všechny vozy s municí.
Švédové dál zleva útočili na nepřátelská postavení. Císařští se otočili proti útočníkům, ale ani to nepomohlo. Celou dobu je tvrdě ostřelovalo švédské dělostřelectvo, které postupovalo v několika pohyblivých skupinách a neustále se přesouvalo z vršku na vršek. Občas se jim dokonce podařilo pálit císařským přímo za zády. Dunivá střelba švédských děl zatlačovala roztrhané císařské linie stále dál, z kopce na kopec.

## Důsledky
Jmenovaná bitva zlomila císařské armádě páteř, mimo jiné i následkem porážky bavorského jezdectva, které tvořilo pevné jádro armády císaře Ferdinanda. A ke všemu byla tato jízda jen vypůjčena přes zimu a bylo jí zapotřebí nadcházejícího jara u Rýna, až zase ožijí Francouzi.
Tato bitva také ukončila dlouhou sérii situací, které z vojenského hlediska uvízly na mrtvém bodě. Všichni si překvapeně uvědomili, že válka dospěla ke konečnému zvratu. Lidé v císařských a katolických zemích propadali děsivým vidinám. V představách už zřeli, jak se Torstensson spojil se sedmihradskými jednotkami a zaplavuje Rakousko. Šířily se pověsti o nadcházející alianci Švédska, Holandska a Anglie a zděšený papežský nuncius Chigi v Osnabrücku (kde už se vedla zdlouhavá mírová jednání) psal, že „nezabrání-li Francie všem dalším švédským vítězstvím, způsobí sobě i katolictví takovou pohromu, která už nikdy potom nepůjde napravit“, a mínil, že pokud to dopadne hodně špatně, hrozí „katolictví úplná zkáza“.
V bitvě u Jankova zahynulo 6 500 lidí.

## Pověst
Nebesa nemohla způsobit vítězství, tak alespoň varovala. Brzy po bitvě se lidovým podáním rozšířila v okolí Jankova pověst o tom, jak několik dnů před bitvou, při mši v jankovském kostele vypadlo kopí s praporcem z ruky dřevěné sochy sv. Václava a rozlomilo se na tři části. Podivili se všichni tomu neobyčejnému případu, a přítomný Jan starší z Talmberka, statku jankovského dědičný pán, vyptával se okolo stojících, zdali kdo pozoroval, jakým způsobem prapor, který by jinak násilím zlomením ruky vytažen býti nemohl, na zem spadl; i odpověděli někteří z okolo stojících, že viděli, kterak socha ruku pootevřela a prapor vypustila, že se tudíž nějaké nešťastné událostí dá nadíti, což se po několika dnech vyplnilo porážkou císařského vojska v bitvě u Jankova.

## Zajímavosti
- Jméno rakouského velitele Johanna Götze (počeštěle: kec) vstoupilo do českého veřejného povědomí úslovím "Dopadnout... pochodit... nebo vyhrát jako kec u Jankova".[1]
- Bitvy se zúčastnil mimo jiné i falckrabě Karel Gustav, pozdější švédský král Karel X. Gustav. Velel v hodnosti plukovníka Kuronskému jízdnímu pluku, z kterého většina padla nebo byla zraněna. Jen Karel Gustav, jako jediný zůstal nezraněn, ač měl čtyři průstřely v šatech a klobouku.

## Současnost

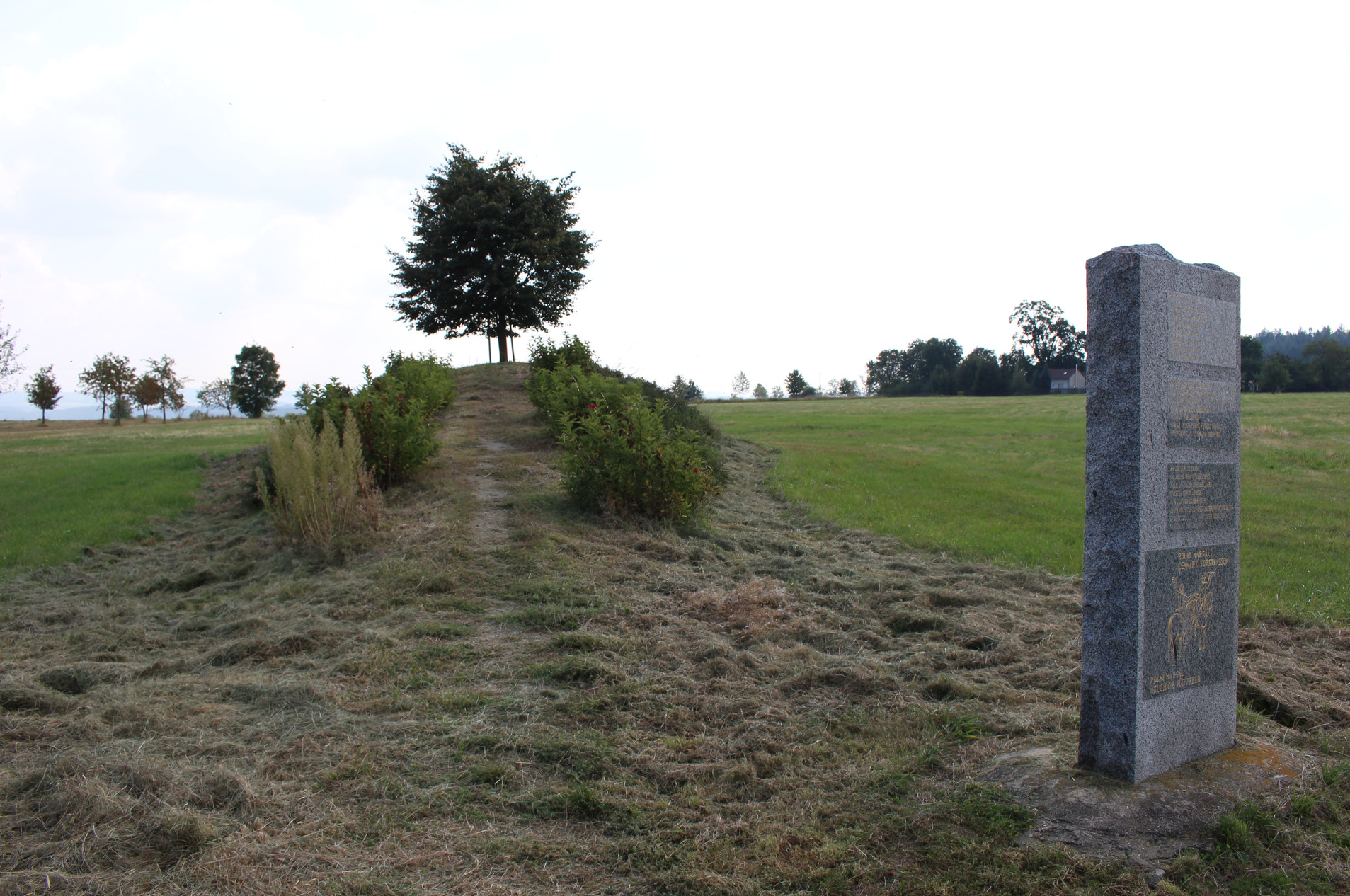
Památník bitvy u Jankova

K 350. výročí bitvy v roce 1995 byl na místě bitvy postaven památník ve tvaru slzy. Na památku obětí se koná každým rokem pochod Po stopách bitvy u Jankova.